# 吉尔吉特县

所在位置

吉尔吉特县是巴基斯坦吉尔吉特-巴尔蒂斯坦北部的一个县。总面积38,000 km2 (14,671.9 sq mi)，总面积243,324(1998)，人口密度6.4/km2 (16.6/sq mi)。

## 行政区划
吉尔吉特县分为4个乡。